# Рифъл
Рифъл (на английски: Rifle) е град в окръг Гарфийлд, щата Колорадо, САЩ. Рифъл е с население от 10 437 души (1 април 2020) и обща площ от 11,2 km². Намира се на 1630 m надморска височина. ЗИП кодът му е 81650, а телефонният му код е 970.